# Massís de Benifarraig
El massís de Benifarraig és un conjunt muntanyós o serra situat entre els municipis de Bocairent (la Vall d'Albaida) i Banyeres de Mariola (l'Alcoià). No supera els 964 metres del cim del Capollet de l'Àguila a tocar de Banyeres. Al sector de Bocairent destaquen el Morro del Porc (964 m.), l'Alt de Sant Jaume (953 m.) o l'Alt del Canterer (915 m.).
El massís forma part de la serra de Mariola, de la que es considera un contrafort al nord-oest de la mateixa. L'orientació de sud-oest a nord-est es de clar domini bètic, concretament del sector prebètic valencià. Pel nord està delimitada per la canal de Bocairent, on es situa el nucli de població de la mateixa així com el naixement del riu Clariano. La canal està a una cota mitjana d'uns 650 metres, pel que el desnivell d'aquesta vessant està al voltant dels 300 metres. A la cara sud el seguit de foies i petites valls s'interposen entre el Benifarraig i la Mariola presenten una cota superior als 800 metres, pel que el massís no sobreïx del conjunt muntanyós de la Serra Mariola. És en aquest sector no trobem el naixement del riu Vinalopó.
El massís de Benifarraig s'integra dins dels límits del Parc Natural de la Serra Mariola, així com del Lloc d'importància comunitària (LIC) i Zona d'especial protecció per a les aus (ZEPA) de les serres de Mariola i el Carrascar de la Font Roja, de la Xarxa Natura 2000 de la Unió Europea.